# Australia (película)

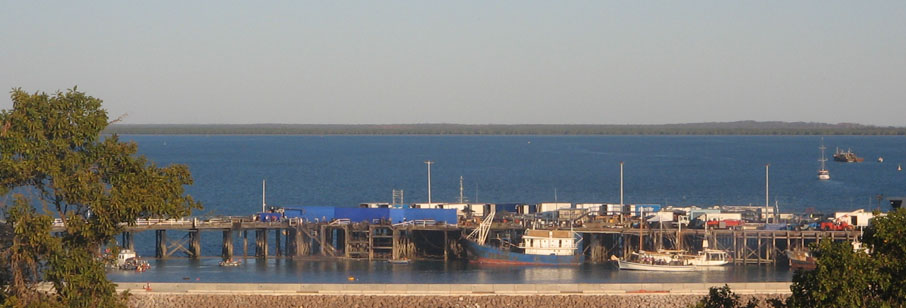
Rodaje de la película Australia en Stokes Hill Wharf en Darwin

 Australia es una película australiano-estadounidense de aventura y romántica dirigida por Baz Luhrmann y protagonizada por Nicole Kidman y Hugh Jackman. Está situada en dicho país, Australia, en los albores del estallido de la Segunda Guerra Mundial. Australia es el primer largometraje de Luhrmann de una trilogía así como su último proyecto con su compañera creativa durante más de 20 años, su esposa Catherine Martin (coproductora y diseñadora de vestuario).

## Trama
En los preámbulos de la Segunda Guerra Mundial, en septiembre de 1939, una aristócrata inglesa, Lady Sarah Ashley (Nicole Kidman) viaja al lejano continente para encontrarse con su marido y vender una extensa propiedad ganadera del tamaño de Bélgica llamada Faraway Downs. Al llegar al lugar ubicado en las cercanías de Darwin, encuentra a su esposo muerto aparentemente por algún aborigen en unas ciénagas.
La propiedad está administrada por Fletcher (David Wenham), que ha concebido un hijo con una aborigen, llamado Nullah (Brandon Walters) y es quien abre la historia en forma retrospectiva al inicio del filme. Nullah es parte de las llamadas generaciones perdidas australianas (mezcla de blanco con aborigen).
Fletcher abusa de su autoridad con los aborígenes, a quienes desprecia y considera sub-humanos y Lady Ashley lo despide por sus reiterados abusos y principalmente por traspasar ganado a King Carney, un hacendado antagonista de la región.
Fletcher se retira y junto a él, todos sus hombres, dejando la hacienda sin hombres para arrear miles de cabezas de ganado que están dispersas en las praderas. Sólo queda un contable, un hombre dado a la bebida llamado Kipling Flynn.
Afortunadamente Lady Ashley conoce a un aguerrido capataz, a quien llaman Drover o Caporal (Hugh Jackman), un hombre muy al estilo del machismo del ambiente australiano al que se une para salvar la tierra que ha heredado. Nullah pone la nota dulce en la historia al conquistar el corazón de la alguna vez aristocrática Lady Ashley.
Al ser Nullah un mestizo, es buscado por la policía y es obligado a esconderse en un tanque de agua. En una de estas situaciones, la mamá de Nullah, Daisy, se esconde con él; y unos rastreros abren unas de las válvulas del tanque ahora si en pleno funcionamiento, que acciona que el tanque se recargue. Al estar madre e hijo dentro del mismo, intentan desesperadamente salvar sus vidas: primero intentan salvarse trepando la escalera y esta se rompe cayendo nuevamente al depósito; luego tratan de sostenerse del flotador y también se rompe provocando que nuevamente ambos queden atrapados. Una vez que los "polizontes" se alejaron, el Arriero saca a ambos del tanque, pero lamentablemente Daisy fallece ahogada.
Lady Ashley decide continuar con el trabajo de su extinto esposo y llevar las reses a Darwin para hacer negocios con el ejército australiano que necesita carne en pie para sus tropas.
Juntos, Ashley, Droover, Kipling Flyn, el cocinero chino Sing Song y Nullah se embarcan en un viaje a través de cientos de kilómetros en una de las más bellas e inolvidables tierras, donde se verán acosados por Fletcher y sus hombres bajo las órdenes de Carney para impedir que las reses lleguen a destino. En algún momento, deberán atravesar un terrible desierto y contarán con la ayuda de Gulapa para atravesarlo. En medio de la travesía, Lady Ashley se siente atraída a Drover y se establece una relación personal entre ellos.
Cuando llegan con las reses a Darwin, Carney no puede creer que Lady Ashley y Drover hayan podido atravesar el terrible desierto con miles de reses y no puede concretar el negocio con el ejército ya que Ashley las embarca primero que Carney, ganando el contrato. Sarah y Drover sienten una atracción y comienzan una relación, pero terminan discutiendo porque Nullah quiere irse con su abuelo.
Nullah es atrapado por la policía por ser mestizo y enviado a una isla de misioneros para educarlo como blanco. Fletcher asesina a Carney haciéndole aparecer como víctima de un ataque de cocodrilos y asume la fortuna y bienes de Carney casándose con Catherine, una de las hijas de éste.
Sin embargo, los japoneses traen la guerra a Australia y todos quedan atrapados en el bombardeo aéreo de la ciudad de Darwin inmediatamente después del ataque a Pearl Harbor. En medio del caos dejado por el bombardeo, Drover rescata a Nullah perdiendo a Magarri, su mano derecha en sus aventuras y Fletcher es asesinado por Gulapa cuando este intenta disparar con un rifle a Nullah.
Finalmente Sarah no muere por una explosión y junto con el Caporal y Nullah regresan a su hogar, al final Nullah inicia su viaje junto a su abuelo.

## Reparto
- Nicole Kidman es Lady Sarah Ashley, una aristócrata inglesa, que hereda un gran rancho australiano tras la muerte de su marido.
- Hugh Jackman es un pastor australiano llamado caporal por sus conocidos que ayuda a desplazar el ganado a Lady Sarah Ashley hasta el otro lado del país.
- Brandon Walters es Nullah, un niño mestizo de 14 años, hijo de Fletcher.
- Essie Davis es Katherine Carney.
- David Wenham es Neil Fletcher.
- Jack Thompson es Kipling Flynn, un contador alcohólico, que goza de un lujoso estilo de vida.
- Bryan Brown es King Carney, un hombre que posee gran parte de la tierra en el norte de Australia.
- David Gulpilil es King George, un aborigen australiano, abuelo de Nullah.
- Ben Mendelsohn es Capitán Dutton, un oficial del ejército australiano con sede en Darwin.
- Yuen Wah es Sing Song, un fiel cocinero chino.

## Doblaje
| Personaje            | Actor original  | Actor de voz         |
| -------------------- | --------------- | -------------------- |
| El Caporal           | Hugh Jackman    | Gerardo Reyero       |
| Lady Sarah Ashley    | Nicole Kidman   | Cony Madera          |
| Neil Fletcher        | David Wenham    | Mario Castañeda      |
| Nullah               | Brandon Walters | Alejandro Orozco     |
| Administrador Allsop | Barry Otto      | Pedro D'Aguillon Jr. |
| Capitán Dutton       | Ben Mendelsohn  | Roberto Mendiola     |
| Cath Carney          | Essie Davis     | Rebeca Gómez         |
| Dueño del bar        | Jacek Komen     | Sebastián Llapur     |

## Producción
En mayo de 2005, Russell Crowe y Nicole Kidman estaban en negociaciones con 20th Century Fox para participar en la película épica dirigida por Baz Luhrmann. Kidman lo confirmó, pero en mayo de 2006, Crowe abandonó el proyecto debido a problemas de la producción. A raíz de esto la productora pensó en Heath Ledger para sustituir a Crowe pero el actor prefirió aceptar el papel de The Joker en The Dark Knight. Por último, se contrató a otro actor australiano, Hugh Jackman, y que podría dar luz verde para la producción, que comenzó en septiembre de 2006.
La película fue estrenada en 2009 con una gran campaña publicitaria.

## Estrenos
- Estados Unidos: miércoles, 26 de noviembre de 2008
- Canadá: miércoles, 26 de noviembre de 2008
- Australia: miércoles, 26 de noviembre de 2008
- Jamaica: miércoles, 26 de noviembre de 2008
- Puerto Rico: jueves, 4 de diciembre de 2008
- Corea del Sur: jueves, 11 de diciembre de 2008
- Bélgica: miércoles, 17 de diciembre de 2008
- Países Bajos: jueves, 18 de diciembre de 2008
- Egipto: miércoles, 24 de diciembre de 2008
- Francia: miércoles, 24 de diciembre de 2008
- Indonesia: miércoles, 24 de diciembre de 2008
- Jordania: miércoles, 24 de diciembre de 2008
- Suiza: miércoles, 24 de diciembre de 2008
- Taiwán: miércoles, 24 de diciembre de 2008
- Alemania: jueves, 25 de diciembre de 2008
- Baréin: jueves, 25 de diciembre de 2008
- Belice: jueves, 25 de diciembre de 2008
- Bolivia: jueves, 25 de diciembre de 2008
- Chipre: jueves, 25 de diciembre de 2008
- Colombia: jueves, 25 de diciembre de 2008
- Costa Rica: jueves, 25 de diciembre de 2008
- Croacia: jueves, 25 de diciembre de 2008
- El Salvador: jueves, 25 de diciembre de 2008
- Emiratos Árabes Unidos: jueves, 25 de diciembre de 2008
- Eslovaquia: jueves, 25 de diciembre de 2008
- Eslovenia: jueves, 25 de diciembre de 2008
- España: jueves, 25 de diciembre de 2008
- Grecia: jueves, 25 de diciembre de 2008
- Guatemala: jueves, 25 de diciembre de 2008
- Honduras: jueves, 25 de diciembre de 2008
- Hungría: jueves, 25 de diciembre de 2008
- Kuwait: jueves, 25 de diciembre de 2008
- Líbano: jueves, 25 de diciembre de 2008
- Malasia: jueves, 25 de diciembre de 2008
- México: jueves, 25 de diciembre de 2008
- Nicaragua: jueves, 25 de diciembre de 2008
- Omán: jueves, 25 de diciembre de 2008
- Panamá: jueves, 25 de diciembre de 2008
- Perú: jueves, 25 de diciembre de 2008
- Portugal: jueves, 25 de diciembre de 2008
- Catar: jueves, 25 de diciembre de 2008
- República Checa: jueves, 25 de diciembre de 2008
- Singapur: jueves, 25 de diciembre de 2008
- Tailandia: jueves, 25 de diciembre de 2008
- Venezuela: jueves, 25 de diciembre de 2008
- Austria: viernes, 26 de diciembre de 2008
- Bulgaria: viernes, 26 de diciembre de 2008
- Dinamarca: viernes, 26 de diciembre de 2008
- Estonia: viernes, 26 de diciembre de 2008
- Etiopía: viernes, 26 de diciembre de 2008
- Finlandia: viernes, 26 de diciembre de 2008
- Islandia: viernes, 26 de diciembre de 2008
- Letonia: viernes, 26 de diciembre de 2008
- Lituania: viernes, 26 de diciembre de 2008
- Nigeria: viernes, 26 de diciembre de 2008
- Noruega: viernes, 26 de diciembre de 2008
- Nueva Zelanda: viernes, 26 de diciembre de 2008
- Polonia: viernes, 26 de diciembre de 2008
- Reino Unido: viernes, 26 de diciembre de 2008
- Sudáfrica: viernes, 26 de diciembre de 2008
- Suecia: viernes, 26 de diciembre de 2008
- Turquía: viernes, 26 de diciembre de 2008
- Israel: jueves, 1 de enero de 2009
- Vietnam: jueves, 1 de enero de 2009
- India: viernes, 2 de enero de 2009
- Rumanía: viernes, 2 de enero de 2009
- Argentina: jueves, 8 de enero de 2009
- Chile: jueves, 8 de enero de 2009
- Hong Kong: jueves, 8 de enero de 2009
- Serbia y Montenegro: jueves, 8 de enero de 2009
- Ecuador: viernes, 9 de enero de 2009
- Uruguay: viernes, 9 de enero de 2009
- Italia: viernes, 16 de enero de 2009
- Brasil: viernes, 23 de enero de 2009
- Ghana: viernes, 23 de enero de 2009
- China: miércoles, 28 de enero de 2009
- Filipinas: miércoles, 28 de enero de 2008
- Rusia: jueves, 12 de febrero de 2009
- Ucrania: jueves, 12 de febrero de 2009
- Japón: sábado, 28 de febrero de 2009
- República Dominicana: jueves, 5 de marzo de 2009
- Resto del Mundo: domingo, 3 de mayo de 2009